# Coinage Act of 1965
Le Coinage Act of 1965 (loi sur la monnaie de 1965) est une loi américaine qui élimine l'argent des pièces de dix cents et d'un quart de dollar en circulation aux États-Unis. Elle réduit également la teneur en argent du demi-dollar de 90 à 40 pour cent ; l'argent du demi-dollar est ensuite éliminé par une loi de 1970.
Il y a eu des pénuries de pièces à partir de 1959, et la Monnaie américaine augmente la production pour tenter de répondre à la demande. Le début des années 1960 est une période d'utilisation accrue de l'argent, tant dans la monnaie que dans l'industrie, ce qui fait pression sur son prix, qui est plafonné à un peu plus de 1,29 $ l'once par les ventes du gouvernement à ce prix. L'argent des pièces d'un dollar vaudrait plus comme lingot que comme monnaie si le prix du métal dépassait 1,38 $ l'once, et il y a une thésaurisation généralisée de pièces en argent. La demande pour le demi-dollar Kennedy en tant que pièce de collection le fait disparaître de la circulation après ses débuts en 1964. La Monnaie augmente la production, aidant à réduire la pénurie de pièces en mai 1965, mais les stocks d'argent du gouvernement diminuent rapidement et menacent de s'épuiser en 1968. Après une étude approfondie du département du Trésor, le président Lyndon B. Johnson recommande, en juin 1965, que le Congrès adopte une loi autorisant les pièces de 10 cents et de 25 cents sans argent, et diminuant la quantité d'argent des demi-dollars. Bien qu'il y ait une certaine opposition, principalement de la part des législateurs représentant les États miniers de l'Ouest, le projet de loi progresse rapidement au sein du Congrès, et est promulgué avec la signature de Johnson le 23 juillet 1965.
Les nouvelles pièces commencent à entrer en circulation à la fin de 1965, et permettent d'atténuer les pénuries. Elles circulent en même temps leurs homologues en argent pendant un certain temps, mais les pièces en métal précieux sont thésaurisées à partir de 1967, lorsque le Trésor met fin à ses efforts pour maintenir le prix de l'argent à un niveau bas. La loi interdit également la production de dollars en argent jusqu'en 1970 au moins.

## Contexte

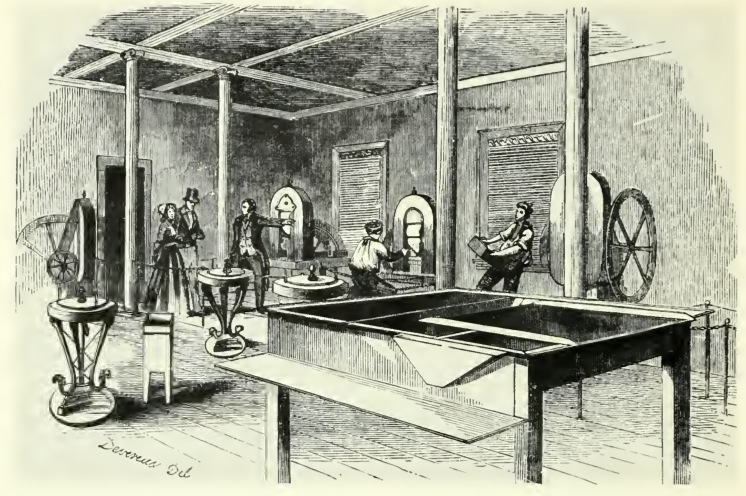
La salle de frappe de la Monnaie de Philadelphie, vers 1852.

La loi sur les pièces de monnaie de 1792 crée la Monnaie des États-Unis et donne cours légal à l'or et à l'argent. Cela signifie que n'importe qui peut présenter des lingots à la Monnaie de Philadelphie et les recevoir en retour, frappés en pièces de monnaie. La loi de 1792 autorise six pièces en argent, d'une valeur de cinq cents à un dollar, et prescrit leur poids et leur finesse. Le fait de rendre un dollar égal à des quantités données d'or et d'argent rend la monnaie vulnérable aux variations du prix des métaux précieux,, et les pièces américaines affluent outre-mer pour être fondues jusqu'à ce que des ajustements soient apportés à leur taille et à leur poids en 1834, puis à nouveau avec la loi sur les pièces de monnaie de 1853, lorsque la quantité d'argent dans les pièces d'argent d'une valeur inférieure à un dollar est réduite. Le fait que la pièce de dix cents, le quart de dollar et d'autres pièces d'argent plus petites contiennent moins d'argent par rapport au dollar contribue à leur maintien en circulation.

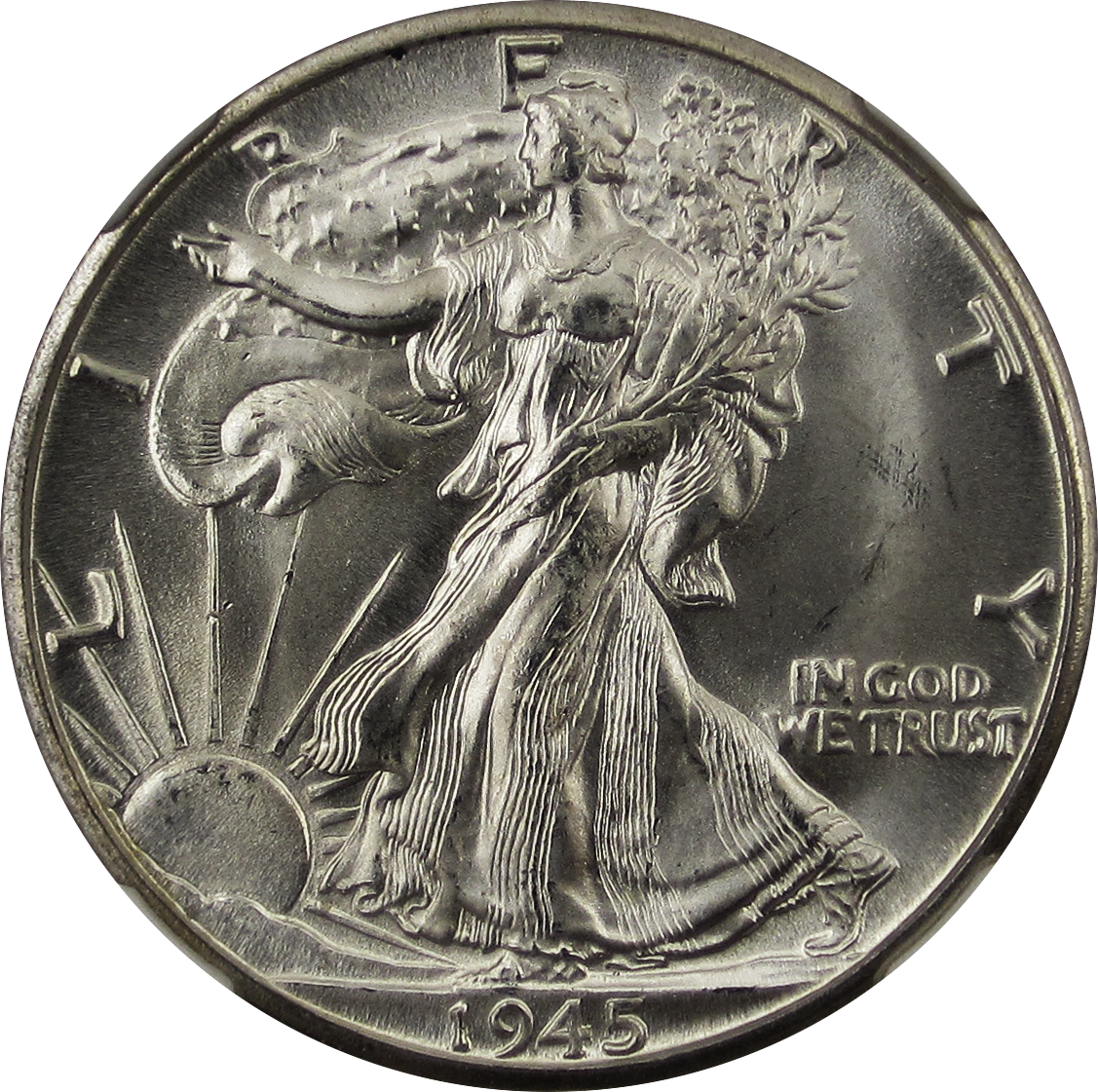
Une pièce d'un demi-dollar de 1945.

Avec la loi sur les pièces de monnaie de 1873, le dollar n'est plus l'équivalent d'une quantité déterminée d'argent, un changement statutaire effectué de telle sorte que, comme le prix de l'argent baisse avec l'augmentation de la production américaine, les compagnies minières ne peuvent plus présenter leurs lingots aux monnaies et les recevoir en retour, frappés en dollars d'argent valant plus comme argent qu'ils ne valent comme métal. Après la Seconde Guerre mondiale, la Monnaie frappe les trois dernières pièces en métal précieux, à savoir la pièce de dix cents, le quart et le demi dollar en argent à 90 % — le dollar n'a pas été frappé depuis 1935 et circule peu en dehors de certains États occidentaux comme le Nevada et le Montana,. Le métal contenu dans un dollar en argent vaut plus comme lingot que comme argent au-dessus de 1,292 9 $ l'once troy ; les pièces plus petites sont intéressantes pour le creuset au-dessus de 1,38 $ l'once.
À partir de 1934, le prix de l'argent aux États-Unis est effectivement fixé par le gouvernement, qui soutient ce prix par l'achat et la vente du métal ; en 1934, il est de 0,45 $ l'once troy. En 1958, avec le retour des lingots prêtés, le stock d'argent du Trésor atteint 2,1 milliards d'onces troy ; il commence à vendre le métal au public à 0,91 $ l'once, malgré les avertissements de la Conférence des gouverneurs occidentaux selon lesquels il n'y avait pas assez d'argent pour effectuer ces ventes et maintenir les opérations de frappe de la monnaie.
La consommation mondiale d'argent a plus que doublé entre 1958 et 1965, mais la production n'augmente que d'environ 15 %. Les utilisations industrielles de l'argent comprennent les pellicules photographiques, les piles et les composants électroniques. Parallèlement, la production de pièces d'argent de la Monnaie augmente pour tenter de répondre à la demande ; elle utilisé 111,5 millions d'onces troy d'argent en 1963, contre un peu plus de 38 millions en 1958. Malgré l'augmentation de la demande, les prix de l'argent sont contrôlés par le fait que le Trésor rachète des certificats d'argent : du papier-monnaie échangeable contre des dollars d'argent (ou l'équivalent en lingots), plaçant ainsi un plafond de 1,29 $ l'once sur le marché. Sans le gouvernement comme fournisseur de dernier recours, le prix de l'argent augmenterait, ce qui rendrait probablement rentable la fonte non seulement des dollars d'argent, mais aussi des pièces d'argent subsidiaires. En 1963, l'écart entre la production et la consommation par le monde non communiste s'élève à 209 millions d'onces. Juste inférieur à la production mondiale (210 millions d'onces), cet écart est comblé par la vente de l'argent du Trésor à 1,29 $ l'once,. Même une hausse du prix de l'argent n'aurait probablement pas entraîné un bond important de la production, car l'argent est pour la plupart obtenu comme sous-produit de l'extraction d'autres métaux, tels que le cuivre et le plomb.
En 1955, la Monnaie met fin aux opérations de frappe de la monnaie à San Francisco, estimant qu'il est moins coûteux d'approvisionner la côte ouest en pièces provenant de Denver. La Monnaie de Denver (ouverte en 1906) a été modernisée à deux reprises, contrairement celle de Philadelphie, construite en 1901 et dont une grande partie du matériel de frappe de la monnaie date de cette époque. Les plans d'une installation de remplacement est sabordés à plusieurs reprises par des luttes politiques internes, car une nouvelle Monnaie est recherchée non seulement par différentes villes, mais aussi par divers quartiers de la ville de Philadelphie.

## Pénurie de pièces de monnaie

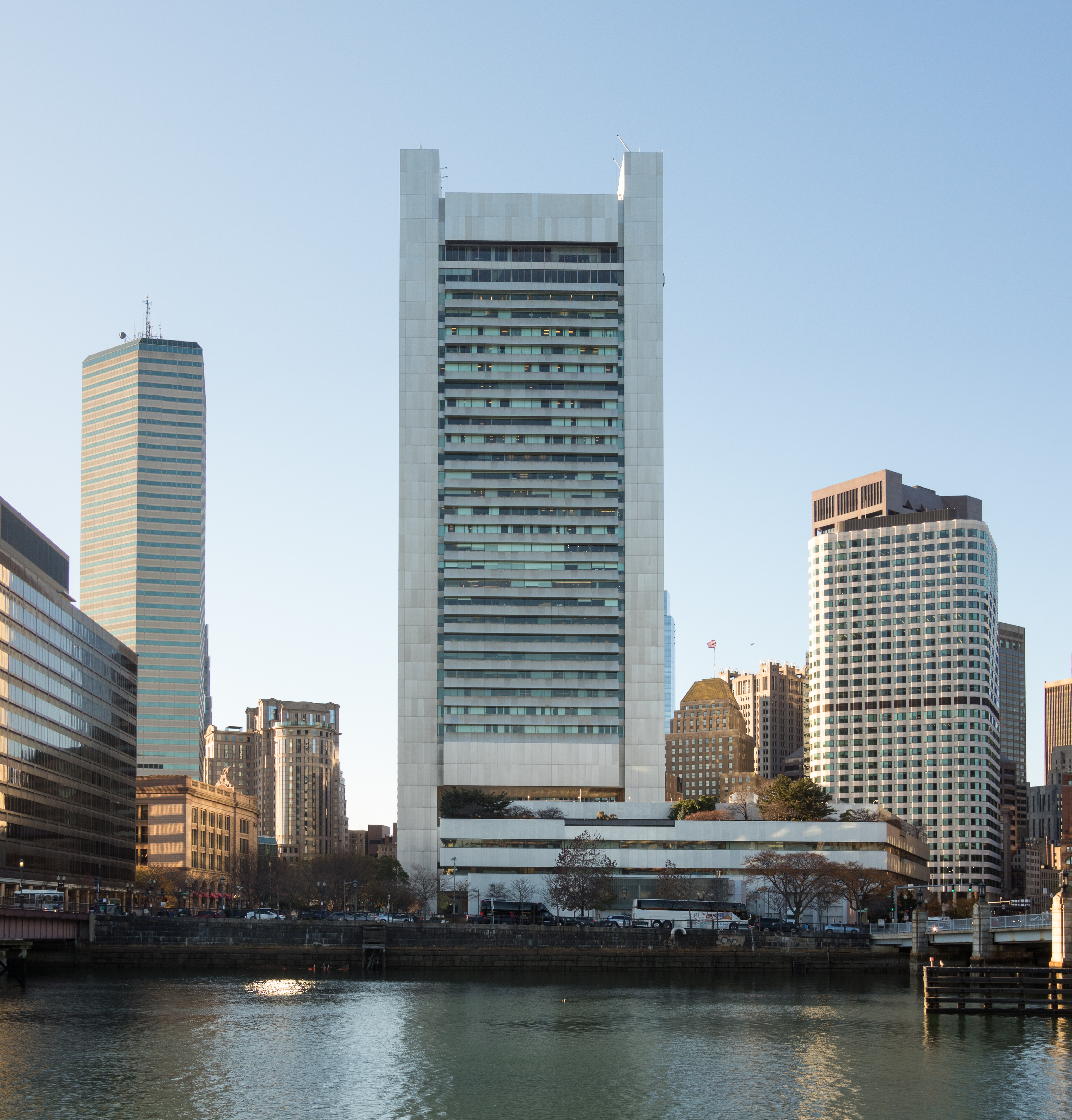
La bâtiment de la banque de la réserve fédérale de Boston.

Dans l'après-guerre, on a connu des pénuries occasionnelles de pièces, souvent locales et saisonnières, et généralement de courte durée. La pénurie peut toucher l'une des cinq dénominations (cent, nickel, dix cents, quart de dollar et demi-dollar) frappées pour la circulation. Les banques de la Réserve fédérale, chargées de se procurer les pièces auprès de la Monnaie et de les distribuer sur demande aux banques membres, jouent également le rôle de recevoir de ces banques les pièces dont elles n'ont pas besoin, un processus connu sous le nom de « flowback ». Les pièces sont retournées par les banques commerciales à la banque fédérale, sont traitées et nettoyées, puis sont envoyées aux banques qui en ont besoin. Ces pièces recyclées représentent la majeure partie de ce que la réserve fédérale expédie, et seulement un cinquième sont des pièces neuves.
Les banques sont habituées aux besoins saisonniers en pièces, comme pour les pièces de 25 cents et de 50 cents dans le Michigan pour payer les cueilleurs de cerises au taux traditionnel de 75 cents, et aux préférences locales ; par exemple, les demi-dollars ne sont pas populaires à New York, deux pièces de 25 cents étant préférées à la place. À partir de la fin de 1959, la Monnaie ne réussit plus à fournir suffisamment de pièces pour satisfaire la demande, et la banque fédérale, par l'intermédiaire de ses banques de district et de ses succursales, impose un rationnement. En 1963, il y a souvent une limitation de toutes les dénominations, les banques commerciales (et leurs clients de détail) recevant moins que ce dont elles ont besoin. La pénurie de certaines valeurs se généralise pendant la saison des achats des fêtes de 1962. Traditionnellement, la forte demande de pièces de monnaie en fin d'année entraîne un important reflux en hiver, mais au début de 1963, peu de pièces reviennent aux banques commerciales ou fédérales. Les responsables suggèrent que la responsabilité pourrait incomber aux collectionneurs et aux investisseurs, ainsi qu'aux pièces non collectées restant dans les millions de distributeurs automatiques du pays. La Monnaie augmente sa production en mettant en place des équipes de travail 24 heures sur 24 à Philadelphie et à Denver. Une nouvelle Monnaie de Philadelphie est autorisée en 1963, bien que la date d'ouverture espérée de 1966 soit rapidement repoussée à 1967 — elle ouvre finalement en 1969.
La pénurie de pièces ne s'atténue pas en 1963. Malgré la forte production des deux Monnaies, le début de l'année 1964 ne voit qu'un léger reflux, alarmant pour la banque fédérale. Une enquête montre que les banques et leurs clients commerciaux conservent les pièces, craignant une pénurie. Beaucoup de pièces en argent sont retirées de la circulation par des gens qui pensent que le prix de ce métal va augmenter.
Le Trésor commence à retirer de la circulation les certificats argent, les remplaçant par des billets de la Réserve fédérale. Cela permet de libérer l'argent qui ne doit pas être conservé comme support des certificats, que le Trésor rachète avec des lingots d'argent au lieu de pièces de monnaie en dollars après mars 1964, lorsqu'il cesse de verser des dollars en argent. Il a presque épuisé un stock qui s'élevait à un peu moins de 273 millions de pièces en 1954. Les citoyens peuvent en obtenir jusqu'à 50 000 en une journée, et le paiement en certificats d'argent n'est pas nécessaire. Dans des scènes très photographiées au Treasury Building de Washington, les citoyens se présentent avec des brouettes, des gardes armés et même des voitures blindées pour transporter l'argent,. Les autres dollars en argent détenus par le Trésor (2 970 928 au 20 mai 1965) ont une valeur numismatique élevée ; en 1970, le Congrès autorise leur vente à un prix plus élevé aux collectionneurs.

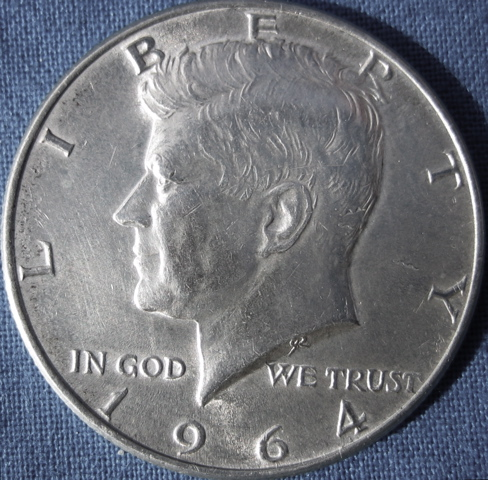
Un demi-dollar Kennedy de 1964.

L'assassinat du président Kennedy en novembre 1963 donne lieu à des appels à lui faire une place sur l'une des pièces en circulation, et le demi-dollar Kennedy est autorisé par le Congrès le 30 décembre. Lorsque 26 millions de nouvelles pièces sont émises le 24 mars 1964, elles sont immédiatement thésaurisées, tant par les investisseurs que par ceux qui veulent un souvenir de Kennedy, et la situation ne s'améliore pas à mesure que d'autres pièces sont produites. Un tiers des 202,5 millions d'onces d'argent utilisées pour la frappe de la monnaie en 1964, un chiffre record, deviennent donc des pièces qui ne circulent pas. Le Congrès autorise la Monnaie à continuer de frapper des pièces datant de 1964 jusqu'en 1965, en espérant qu'elles ne valent pas la peine d'être mises de côté.
En août 1964, le Congrès vote un crédit destiné à la frappe de 45 millions de dollars en argent. Le leader de la majorité au Sénat, Mike Mansfield, qui vient du Montana, où l'argent est rare, insiste pour que la production ait lieu. La Monnaie en frappe plus de 300 000, portant le dessin du dollar de la paix et la date de 1964, en mai 1965, mais en raison d'un tollé public qui estime que les pièces ne seraient que thésaurisées, elles sont fondues. La frappe de la monnaie est décidée par le président Lyndon Johnson ; la volte-face qui s'ensuit sur la question laisse le sénateur du Nevada Alan Bible (en), un éminent partisan de l'industrie minière, peu impressionné par le leadership de l'administration en matière de pièces, estimant que les fonctionnaires laissent le désordre au Congrès pour qu'il le règle. Il présente un projet de loi visant à interdire la thésaurisation, l'exportation et la fonte des pièces de monnaie américaines, mais ce projet n'aboutit pas.
Dans l'intervalle, la pénurie de pièces se poursuit, mettant les supermarchés, les pharmacies et autres grands établissements de vente au détail sous forte pression. Deux chaînes du Midwest commandent leur propre certificat de papier, mais celui-ci n'est jamais émis car le Trésor avertit qu'il empiète sur la prérogative fédérale en matière de pièces de monnaie. Les magasins invitent les clients à ouvrir leurs tirelires et à en rapporter le contenu. Les pièces obtenues par les kiosques à journaux, les vendeurs et les églises sur des assiettes de collection sont très recherchées par les magasins et les banques. Ils ont de la concurrence à cet égard, car les investisseurs veulent également les pièces, et les retirent de la circulation.

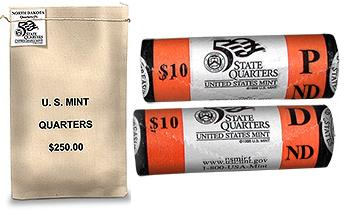
Un sac de pièces d'un quart de dollar et deux rouleaux de pièces de 10 cents du type de ceux qui s'échangent ou se vendent dans les années 1960.

En plus des pièces en circulation, les investisseurs exigent de nouvelles pièces de 1964 (surtout des demi-dollars) et un marché animé de rouleaux et de grands sacs de pièces en toile se développe dans les pages de Coin World, les publicités étant examinées lors des audiences du Congrès. Certaines banques se voient offrir de grandes quantités de pièces à un prix élevé, ou l'échange de sacs de vieilles pièces contre de nouvelles ; la plupart refusent, et les employés de banque qui coopèrent avec les futurs accumulateurs sont licenciés. L'écrivain numismate David Lange fait remarquer que la collecte de pièces récentes en rouleaux atteint son apogée en 1964, et il estime que le hobby de la collection de pièces de monnaie est responsable de la pénurie.
La Monnaie s'arrange pour externaliser une partie du processus de fabrication des pièces, et s'engage à « inonder » le pays de pièces de monnaie pour 1965. Malgré un besoin accru de pièces dans une économie en amélioration, les commerçants réussissent à passer les fêtes de fin d'année 1964 sans pénurie grave, bien que le demi-dollar cesse de circuler. La plupart des établissements de la banque fédérale signalent un approvisionnement suffisant en cents et en pièces de cinq cents, certains manquant encore de pièces de dix et de vingt-cinq cents, et des pénuries de demi-dollars partout — un responsable de la banque fédérale écrit que sa succursale n'a pas vu de demi-dollar déposé par une banque depuis huit mois.
Le Trésor mène des recherches approfondies et, en mai 1965, conclut que la nation ne peut plus continuer à utiliser autant d'argent dans sa monnaie. Il décide que la monnaie plaquée, avec des faces en cuivre-nickel et un noyau en cuivre pur, est le matériau de remplacement le plus souhaitable. Une telle composition remplacerait l'argent dans les distributeurs automatiques, ce qui ne nécessiterait pas d'ajustement en gros. Le cuivre et le nickel sont facilement trouvables, et la valeur de fusion des nouvelles pièces serait bien inférieure à leur valeur nominale. Le matériau est dur, ce qui permet aux dessins de rester reconnaissables pendant de longues périodes, et d'autres pays, comme le Royaume-Uni, sont déjà passés de l'argent au cuivre-nickel. La Monnaie effectue de longs essais et ne rencontre pas de problèmes de production.

## Législation

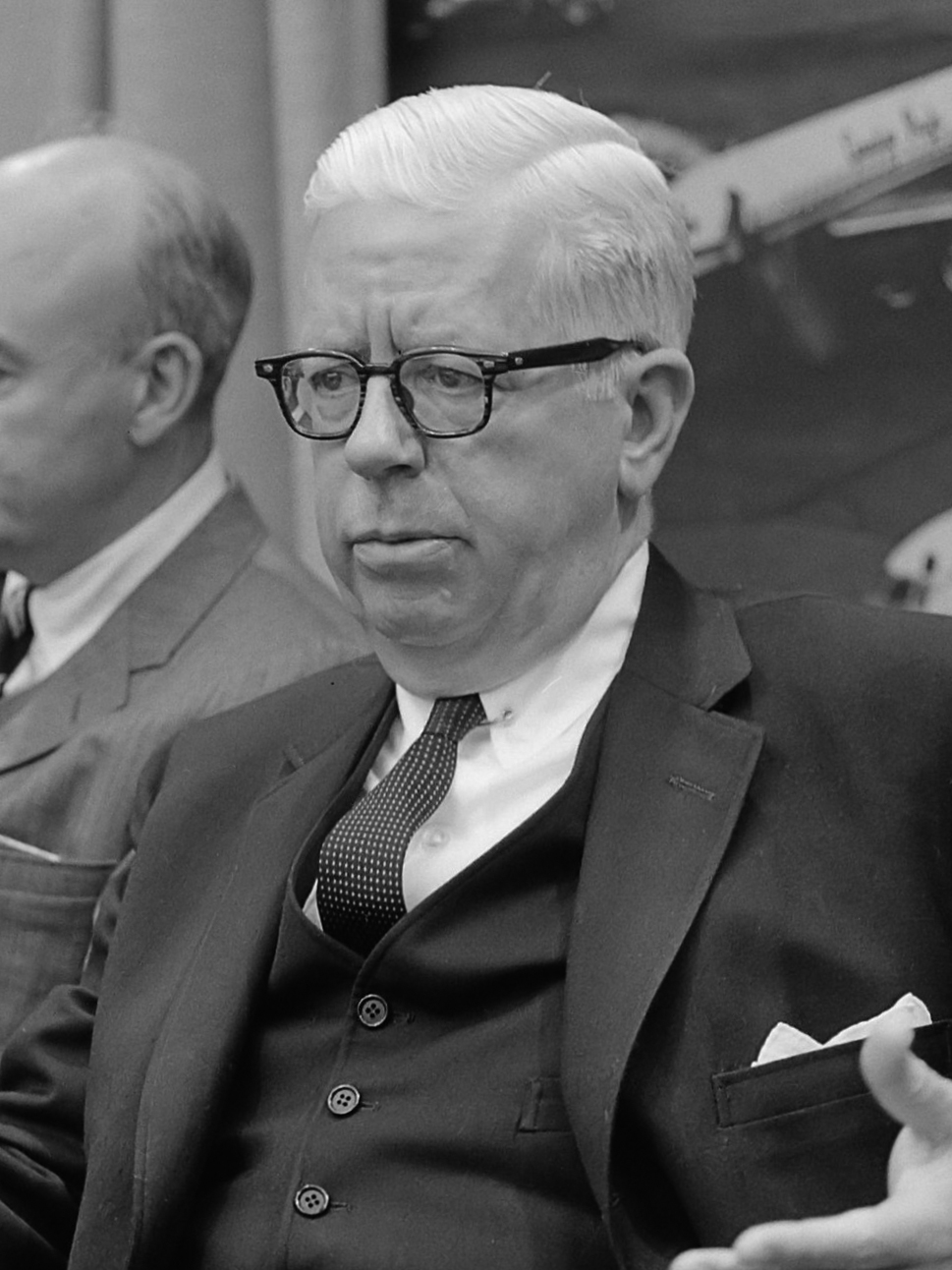
Henry H. Fowler, en 1965, secrétaire du Trésor au moment de la promulgation de la loi sur la monnaie de 1965.

Le 3 juin 1965, le président Lyndon B. Johnson envoie un message spécial au Congrès, lui demandant d'adopter une loi permettant que la pièce de dix cents et de vingt-cinq cents soit fabriquée à partir d'un métal non précieux, et de réduire la teneur en argent du demi-dollar à 40 %. Le dollar en argent ne serait pas affecté s'il était frappé, mais il n'est pas prévu de le faire. Il fait remarquer que le métal utilisé pour les pièces d'argent est tiré de stocks du Trésor en déclin, plutôt que de l'argent nouvellement extrait, et que les lingots du gouvernement seraient entièrement épuisés en 1968. Johnson fait valoir que le métal nécessaire à l'industrie ne doit pas être gaspillé comme moyen d'échange. Il insiste sur l'adoption d'un projet de loi, joint au message, et déclare que le projet de loi « garantirait une monnaie stable et digne, parfaitement adaptée, en quantité et dans ses caractéristiques techniques spécialement conçues aux besoins de notre vie au XXe siècle. Il peut être maintenu indéfiniment, quelle que soit la croissance de la demande de pièces ».
Selon la proposition de Johnson, il n'y aurait pas de changement pour le cent ou le nickel, mais les pièces de dix et de vingt-cinq cents serait faite avec une composition plaquée, c'est-à-dire du cuivre-nickel lié à un noyau de cuivre pur ; le demi-dollar aurait des faces en argent à 80 % et le noyau contiendrait 21 % d'argent. L'alliage plaqué aurait des propriétés similaires à celles de l'argent et pourrait donc fonctionner dans les distributeurs automatiques existants. Le président envoie également le rapport des services du Trésor sur lequel se fondent ses recommandations. Ce rapport est attendu en février, mais il est retardé à plusieurs reprises,, en partie parce que le secrétaire au Trésor sortant, C. Douglas Dillon, estime que son successeur doit approuver le plan, car il devrait en subir les conséquences éventuelles. Le nouveau secrétaire, Henry H. Fowler, a eu besoin de temps pour étudier le problème, ce qui retarde encore la publication du rapport. S'il est adopté, le projet de loi réduirait de 90 % le besoin d'argent dans les pièces de monnaie américaines.
Les audiences sur la proposition du président, présentée sous le nom de H.R. 8926, commencent devant le Comité de la Chambre des représentants sur les banques et la monnaie le 4 juin. Le président du comité, Wright Patman, le parrain du projet de loi, estime qu'il y a tout le monde peut y gagner, y compris des soutiens de prix pour l'argent, bien que les utilisateurs industriels en profiteraient le plus, car l'argent anciennement utilisé dans la monnaie serait libéré pour un usage commercial. La plupart des acteurs économiques, y compris les banques, les exploitants de distributeurs automatiques et les chefs d'entreprise, souhaitent que le projet de loi soit adopté, car il est meilleur que la situation actuelle. Le 11 juin, la commission publie un rapport recommandant l'adoption du projet de loi, avec des amendements exigeant que le demi-dollar soit fait de métal non précieux également, que les pièces d'argent qui seraient frappées pendant la période de transition soient datées de 1964, et interdisant la frappe de dollars en argent pendant cinq ans.

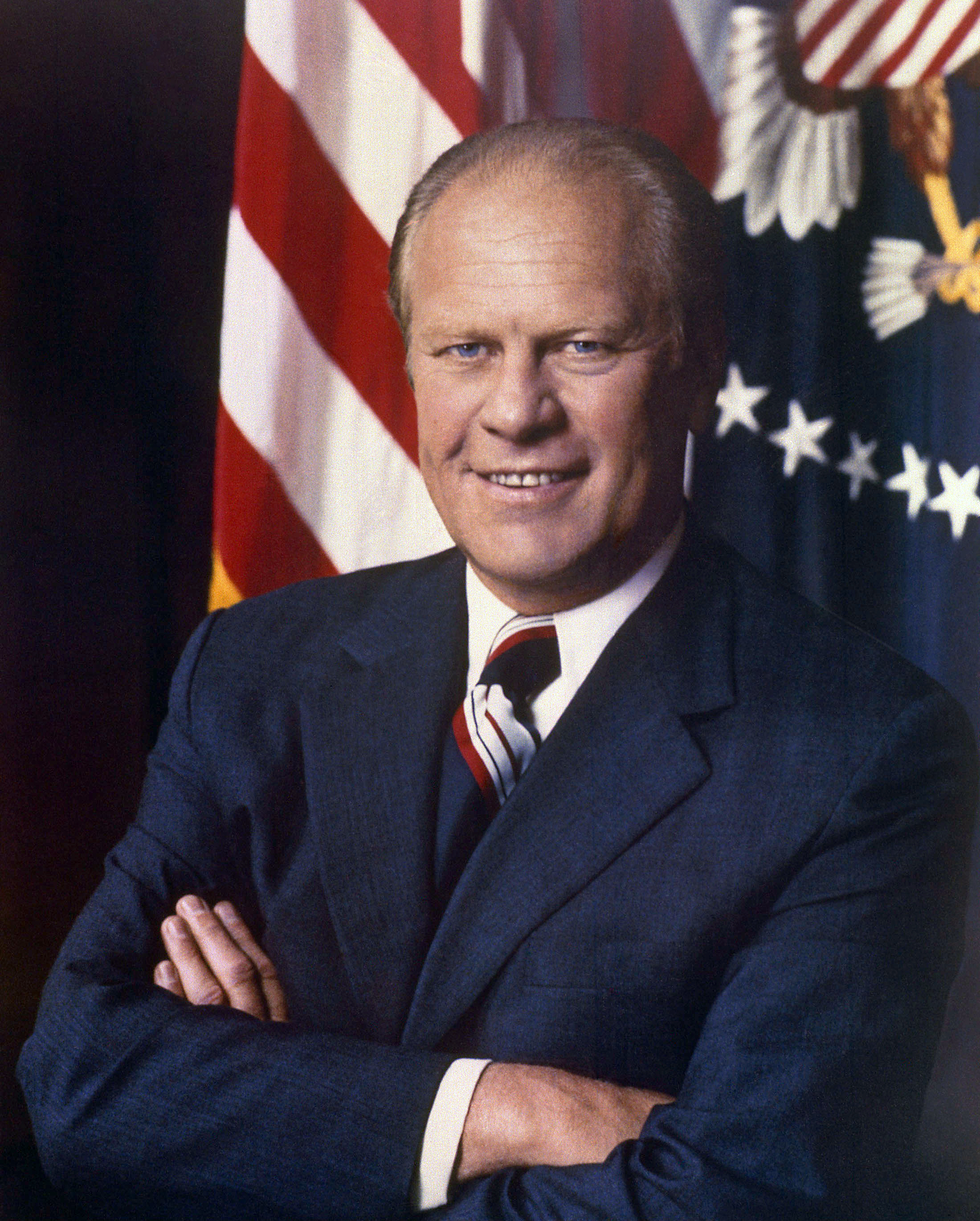
Gerald R. Ford, ici en 1974, est représentant du Michigan en 1965 et vote en faveur de la loi sur la monnaie.

Une journée d'audition sur le S. 2080, la version du projet de loi introduite au Sénat, se tient le 9 juin devant la commission bancaire et monétaire de cet organisme, sous la présidence du sénateur de Virginie, Absalom Willis Robertson (en). Le sénateur Alan Bible et d'autres représentants des États miniers tentent de conserver l'argent dans la monnaie ou d'inclure des dispositions du projet de loi antérieur de Bible interdisant la thésaurisation des pièces, mais ils n'y parviennent pas. Le 11 juin, la commission sénatoriale publie un rapport recommandant l'adoption du projet de loi, avec plusieurs amendements, pour la plupart de nature technique. Le projet de loi exige que le Trésor achète l'argent américain nouvellement extrait au prix de 1,25 $ l'once lorsqu'il est présenté par les sociétés minières ; une limite de cinq ans esté fixée à cet amendement.
Le Sénat examine le projet de loi entre le 22 et le 24 juin 1965. L'amendement proposé par le sénateur de Rhode Island, John Pastore, visant à supprimer entièrement l'argent du demi-dollar, échoue. Un certain nombre de sénateurs souhaitent conserver l'argent dans les pièces de 10 et 25 cents, et demandent qu'elles soient faites à partir de 40 % d'argent, mais un amendement à cet effet est rejeté. D'autres sont rejetés, notamment celui d'Alan Bible visant à interdire la fonte des pièces d'argent par le public. Robertson est déterminé à empêcher tout changement au projet de loi, qui est approuvé à l'unanimité par sa commission, et chaque tentative de modification échoue. Le projet de loi 74-9 est adopté par le Sénat, les opposants étant Bible et d'autres sénateurs de l'Ouest.

Le président Lyndon B. Johnson signant un projet de loi.

La Chambre des représentants débat du projet de loi les 13 et 14 juillet 1965. La discussion est particulièrement nourrie. Le membre du Congrès de l'Idaho Compton I. White (en) s'oppose au projet de loi, ayant préparé un tableau montrant la dépréciation du denier romain entre les années 1 et 300, tout en déclarant qu'il ne s'attend pas à ce que la dépréciation de la monnaie provoque la chute d'un gouvernement. Walter S. Baring (en), du Nevada, note que le Trésor public vend de l'argent aux fabricants de couverts et déclare : « Je préfère manger avec des baguettes plutôt que de retirer l'argent de notre monnaie ». Silvio O. Conte (en) du Massachusetts dénigre Sir Thomas Gresham pour des profits illicites lors de la création du Royal Exchange à Londres, mais concède que la loi de Gresham ferait néanmoins en sorte que les pièces en métal non précieux chassent celles en argent de la circulation. Harold Gross, de l'Iowa, demande à Conte que si les États-Unis vont « avilir » leur monnaie, pourquoi ne pas retourner au wampum. Des modifications mineures, notamment la suppression de la marque d'atelier sur les pièces de monnaie pour une période maximale de cinq ans, sont acceptées. Il y a une objection à l'amendement de la commission qui supprime entièrement l'argent du demi-dollar ; il est rejeté, laissant le demi-dollar à 40 % d'argent. Le membre du Congrès James F. Battin (en) du Montana propose un amendement pour que la pièce de 10 cents et le quart de dollar soit également frappés avec 40 % d'argent ; bien que Patman objecte que la commission a déjà rejeté l'idée, celle-ci est initialement adoptée. Cependant, c'est au stade du comité plénier, et Patman obtient de la Chambre qu'elle rejette l'amendement Battin. Après que d'autres tentatives sont faites en vain pour faire dérailler le projet de loi, le leader de la minorité à la Chambre, Gerald R. Ford, du Michigan, demande qu'il y ait un vote enregistré sur H.R. 8926, et le projet de loi est finalement adopté, Ford votant en faveur. Patman demande ensuite à la Chambre d'amender le projet de loi du Sénat, S. 2080, pour refléter le libellé adopté par la Chambre, et le fait adopter.
La Chambre notifie au Sénat qu'elle a adopté le projet S. 2080. Le Sénat, examinant le projet de loi le 15 juillet, peut soit accepter les amendements de la Chambre, soit se rendre à une commission de conférence, et après le mécontentement suscité par certains amendements de la Chambre — celle-ci a considérablement élargi la composition de la Commission conjointe sur la monnaie, qui doit faire des recommandations sur des changements utiles — le Sénat adopte la version de la Chambre sans vote enregistré, bien que Warren Magnuson (en), de Washington, demande que le compte-rendu indique qu'il a voté contre le projet de loi. Le président Johnson promulgue le projet S. 2080 en tant que loi sur la monnaie de 1965 avec sa signature le 23 juillet 1965,.

## Clauses

### Article I - Autorisation de monnaies supplémentaires (sections 101 à 108)

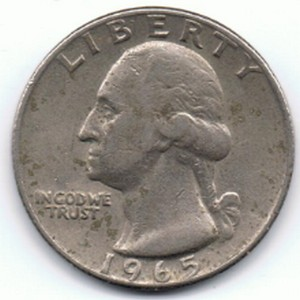
Une pièce de 1965, usée par les années de circulation.

L'article 101 autorise le secrétaire au Trésor à émettre des pièces de 10 cents, de 25 cents et de 50 cents de composition plaquée, le demi-dollar devant être constitué de 40 % d'argent. Tant qu'il y a une pénurie de pièces, la Monnaie peut frapper des pièces à 90 % d'argent, mais cette autorisation doit prendre fin une fois que le secrétaire certifie qu'il y a un approvisionnement suffisant de nouvelles pièces en circulation, et en tout cas cinq ans après la promulgation de la loi (donc, jusqu'au 23 juillet 1970). Pendant cette période de cinq ans, aucun dollar en argent standard ne pouvait être frappé.
L'article 102 fait en sorte que toutes les pièces et la monnaie des États-Unis aient cours légal sans limite, reprenant les termes de la loi du 12 mai 1933. Cette partie de la loi de 1933 est abrogée dans l'article 210 pour éviter d'éventuels arguments juridiques selon lesquels l'article 102 fait autre chose que de reformuler le droit existant. L'article 103 donne au secrétaire d'État un large pouvoir discrétionnaire pour acquérir du matériel, des fournitures et des droits de brevet afin d'accélérer la production de pièces pendant l'urgence, la disposition devant de nouveau expirer après cinq ans. L'article 104 exige que le secrétaire achète à 1,25 $ l'once troy d'argent en lingots d'origine américaine dans l'année suivant le mois de l'extraction. Selon le rapport de la commission du Sénat sur le projet de loi, la section 104 est destinée « comme une mesure de précaution pour protéger notre industrie minière de toute fluctuation à la baisse indue du marché pendant la période de transition ». Cette disposition, qui est limitée à cinq ans par la commission de la Chambre, est considérée comme « une ingérence continue du gouvernement dans le marché de l'argent » par l'institut américain de recherche économique dans son rapport sur le message de Johnson au Congrès.
La section 105 autorise le secrétaire à interdire la fonte, l'exportation ou le traitement de toute pièce de monnaie, si cela est nécessaire pour protéger la monnaie nationale, et prévoit une peine pouvant aller jusqu'à cinq ans de prison en cas de violation d'un tel ordre — la section 106 déclare que les pièces saisies en vertu de la section 105 seraient confisquées au profit des États-Unis, le secrétaire se voyant attribuer des pouvoirs parallèles à ceux du Code des revenus internes pour faire appliquer ces confiscations. La section 107 permt au secrétaire d'édicter des règlements pour mettre en vigueur le Coinage Act de 1965, tandis que la section 108 contient des définitions et des questions techniques similaires.

### Article II - Modifications de la législation existante (sections 201 à 212)

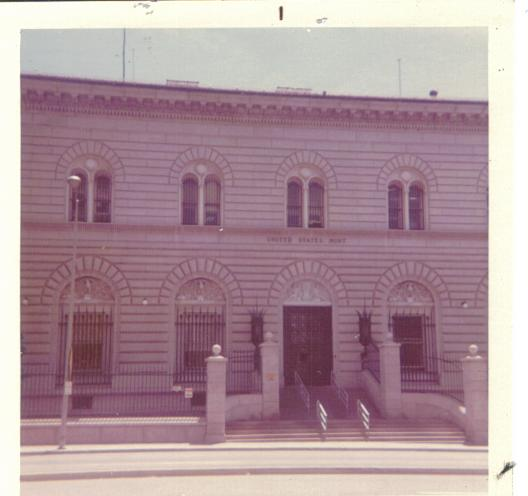
Le Monnaie de Denver (ici en 1972).

L'article 201 modifie la législation relative au San Francisco Assay Office afin de permettre la frappe de pièces de monnaie à cet endroit (comme c'était le cas auparavant lorsqu'il s'agissait de la Monnaie de San Francisco) jusqu'à ce que le secrétaire certifie que les différentes succursales de la Monnaie des États-Unis sont en mesure de frapper suffisamment de pièces pour répondre aux besoins de la nation. La même section abroge également une disposition de la loi qui interdit l'affinage de l'or ou de l'argent dans les installations de San Francisco. L'article 202 augmente le montant alloué à l'expansion des installations de la Monnaie (y compris la construction de la nouvelle Monnaie de Philadelphie) de 30 à 45 millions de dollars. La section 9 du Gold Standard Act de 1900 a exigé du secrétaire au Trésor qu'il fasse fondre les pièces d'argent usées ou retirées de la circulation et qu'il les frappe à nouveau pour en faire de nouvelles ; cette disposition est abrogée par la section 203 et le secrétaire reçoit l'autorisation de retirer et de faire fondre toutes ces pièces sans avoir besoin de réutiliser le métal pour en frapper de nouvelles.
L'article 204 modifie la loi sur les pièces de monnaie de 1873, qui exige que l'année de frappe apparaisse sur les pièces. Pendant l'urgence monétaire de 1965 ou des années suivantes, le secrétaire peut continuer à frapper les pièces datées d'une année passée, celles en argent de la crise de ce moment devant être datées de 1964, et les pièces en métal plaqué de 1965 ou des années suivantes. La commission bancaire de la Chambre des représentants ajoute un libellé à la proposition de Johnson, en éliminant les différents sur les pièces pour une durée maximale de cinq ans, à l'exception du « D » pour Denver sur les pièces datées de 1964 frappées dans cette ville.
Un fonds de lingots est autorisé par la loi précédente au sein de la Monnaie ; l'article 205 permet de payer sur ce fonds les achats d'argent effectués en vertu de l'article 104. Un autre compte de la Monnaie, le fonds mineur des métaux de la monnaie, utilisé pour acheter du cuivre et d'autres métaux pour des cents et des pièces de cinq cents, est rebaptisé fonds des métaux de la monnaie par l'article 206, utilisable pour toutes les valeurs, et cet article élimine les limites statutaires sur la quantité d'argent pouvant être dans ce fonds.
L'article 207 abroge les limitations obsolètes sur le gaspillage dans les opérations de la Monnaie, mais ordonne que des règlements administratifs soient élaborés sur le sujet, qui pourraient être modifiés plus facilement. L'article 208 élimine une disposition de la loi de 1873 qui exige que les matrices de pièces de monnaie pour l'avers, qui sont datées, soient détruites à la fin de chaque année. L'article 209 reformule les dispositions légales permettant au Trésor de vendre de l'argent à un prix non inférieur à 1,292 929 $ l'once, et l'autorise à vendre de l'argent à d'autres ministères pour un prix inférieur. L'article 210 supprime une disposition de 1933 concernant le cours légal des pièces. La loi antérieure à 1965 fait de la contrefaçon de pièces en argent un crime ; elle est modifiée par l'article 211 pour interdire la contrefaçon de pièces d'une valeur nominale supérieure à cinq cents. L'article 212 fait de l'utilisation de pièces de monnaie comme garantie de prêts un délit si le secrétaire fait une proclamation dans le registre fédéral interdisant leur utilisation comme garantie.

### Article III - Commission paritaire sur la monnaie (sections 301 à 304)
Les articles 301 à 303 établissent une commission mixte sur la monnaie dans l'exécutif, présidée par le secrétaire au Trésor. Elle doit comprendre le secrétaire au Commerce, le directeur du budget, le directeur de la Monnaie, six membres de la Chambre, six du Sénat et huit membres du public, nommés par le président. Si un membre de la commission quitte le poste qui le qualifie pour en faire partie, il quitte également la commission. Les membres du public ne doivent pas avoir de conflits d'intérêts financiers.
La commission mixte est chargée de faire un rapport sur l'application de la loi sur la monnaie de 1965 et de faire des recommandations au président, au secrétaire au Trésor et au Congrès. Les questions relevant de sa compétence doivent inclure les progrès technologiques, le besoin de l'économie en pièces de monnaie, la question de savoir si les États-Unis doivent continuer à maintenir le prix de l'argent et si le dollar en argent doit être à nouveau frappé. La section 304 alloue les fonds nécessaires à l'application de la loi.

## Conséquences

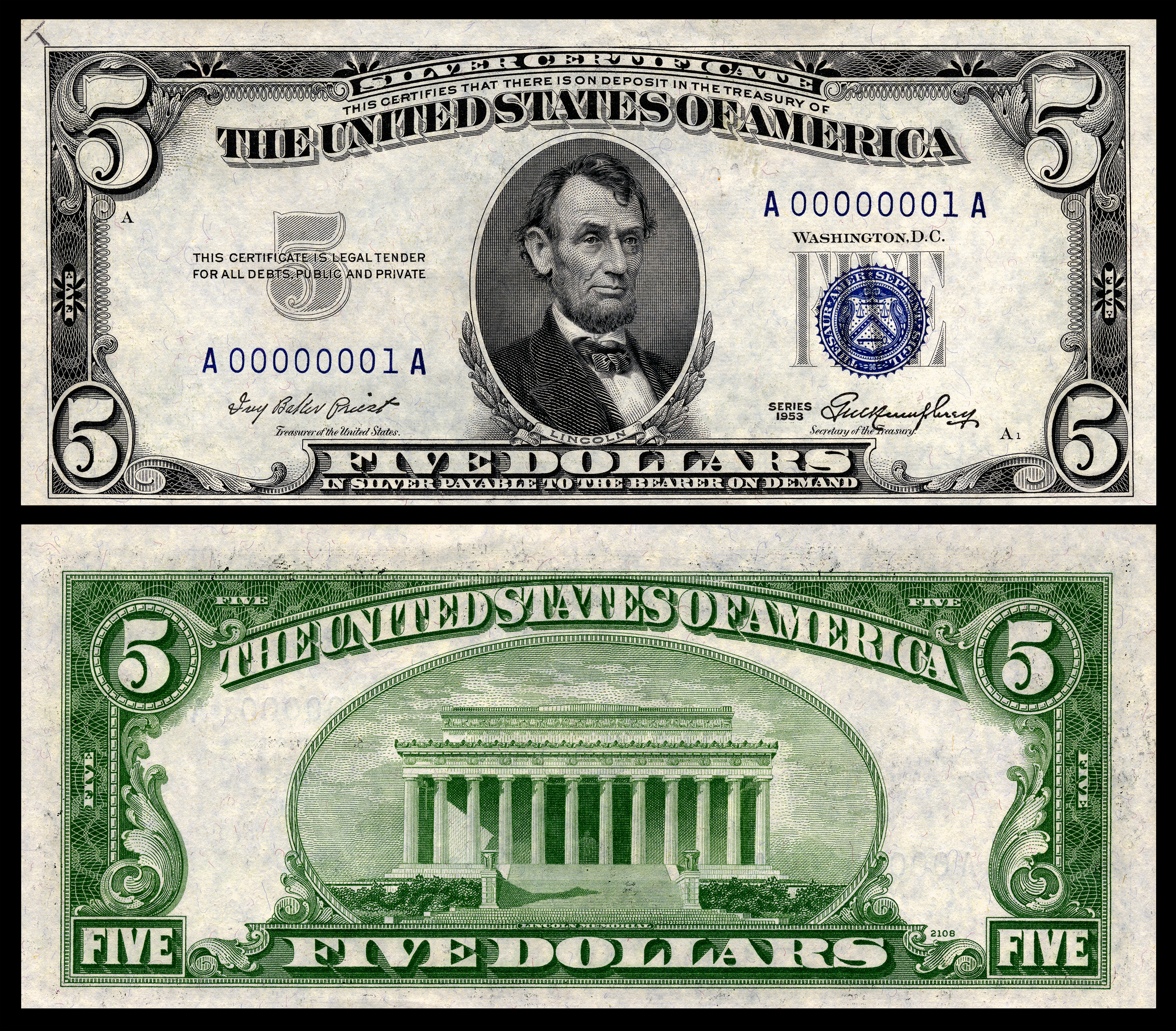
Un certificat d'argent de 5 $, qui n'est plus remboursable au Trésor.

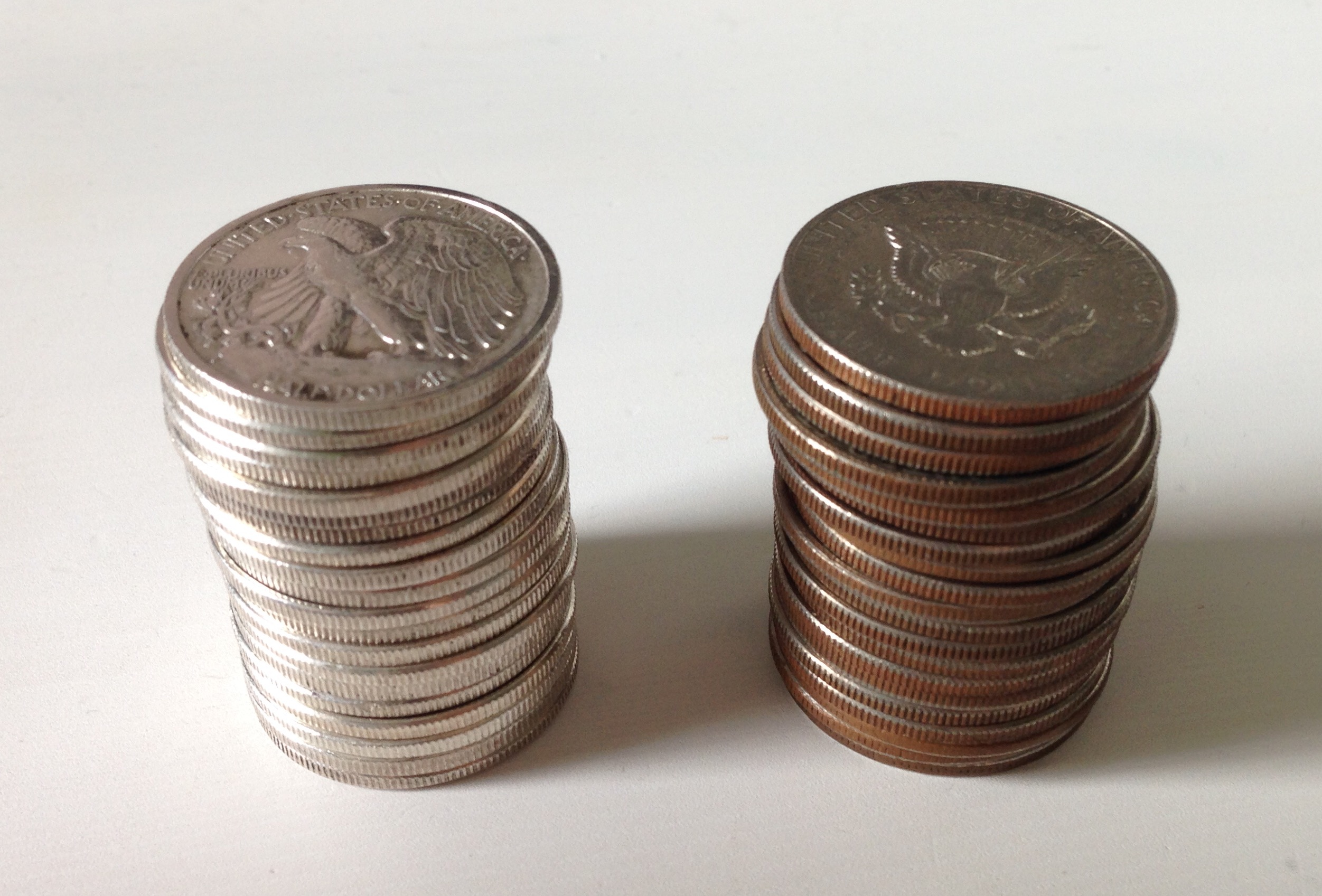
L'élimination de l'argent des demi-dollars en circulation à partir du 31 décembre 1970 peut être observée en détail avec ces piles de pièces de demi-dollars Walking Liberty et Kennedy d'après 1970 ; les pièces plaquées à droite sont instantanément reconnaissables car leurs noyaux de cuivre sont visibles sur les bords.

La Monnaie commence à frapper les premières pièces plaquées datant de 1965, les pièces de 25 cents, le 23 août de cette année-là, ce qui en fait les premières pièces américaines à porter cette date. En novembre 1965, alors que la saison des achats de Noël commence, la banque fédérale ne dispose plus que de 15 millions de pièces d'argent anciennes en réserve. Ce mois-là, cependant, la Monnaie émet plus de 230 millions de nouvelles pièces d'un quart de dollar en métal plaqué, et déclare qu'un nombre égal serait émis chaque mois. Ce chiffre quadruple la production mensuelle record précédente. Les nouvelles pièces de dix cents et d'un demi-dollar sont mises en circulation au début de 1966, une époque où le retour à la banque fédérale augmente pour toutes les dénominations frappées, à l'exception du demi-dollar. Ces valeurs ne sont pas remises en circulation, car elles continuent à être retirées. La Monnaie continue à frapper des pièces d'argent datant de 1964 sous l'autorité du Coinage Act jusqu'en 1966, lorsque le secrétaire Fowler annonce que « la pénurie de pièces est terminée ». En juillet 1966, le Trésor annonce que les pièces frappées après le 1er août 1966 porteraient la date de frappe.
Les stocks d'argent du Trésor continuent à baisser tout au long de l'année 1966, le gouvernement s'efforçant de maintenir le prix de l'argent à 1,292 9 $. La Commission mixte sur la monnaie, autorisée par la loi sur la monnaie, tient sa première réunion en mai 1967 afin de recommander des mesures pour faire face à la situation. Sur sa recommandation, le Trésor cesse les ventes qu'il juge spéculatives, et aux acheteurs étrangers, en essayant de ne fournir que l'industrie américaine à ce prix, et en aboutissant à un système de prix à deux niveaux pour l'argent. Il invoque également le pouvoir que lui confère la loi sur les pièces de monnaie pour interdire la fonte ou l'exportation de pièces en argent. En juin 1967, la commission obtient une législation rendant les certificats d'argent non échangeables contre des lingots, avec effet au bout d'un an. Après la deuxième réunion de la Commission mixte, en juillet 1967, le Trésor annonce qu'il ne tenterait plus de maintenir le prix de 1,292 9 $ car il peut maintenir l'approvisionnement de la nation même si toutes les pièces d'argent restantes disparaissaient de la circulation, comme ce sera le cas peu après. Lorsque les rachats de certificats d'argent prennent fin le 24 juin 1968, le prix de l'argent passe à 2,56 dollars l'once. Bien que la Commission mixte vote en décembre 1968 pour recommander de rendre permanentes les interdictions de fondre ou d'exporter des pièces d'argent, elle reconsidère sa position et, en mars 1969, les interdictions sont levées. En novembre 1969, le gouvernement quitte le marché de l'argent, réalisant ses dernières ventes de lingots à la Franklin Mint. Les marques de la Monnaie sont revenues sur les pièces en 1968. Les nouvelles pièces de monnaie sont péjorativement appelées « sandwiches de Johnson » pour leur intérieur en cuivre,,.
À l'approche de la fin de l'interdiction quinquennale de frapper des dollars en argent prévue par la loi sur les pièces de monnaie en 1969 et 1970, de nombreux membres du Congrès veulent un nouveau dollar en argent, à l'image du président Dwight D. Eisenhower, récemment décédé. La valeur de fusion des nouveaux demi-dollars en argent s'approche de leur valeur nominale et, en 1969, la Commission mixte recommande l'élimination de ce métal des demi-dollars. La bataille pour savoir si l'argent doit figurer dans le dollar proposé s'avère litigieuse, et ce n'est que le 31 décembre 1970 que le président Richard Nixon signe une loi pour un demi-dollar et un dollar Eisenhower en circulation, tous deux sans argent, avec des versions de collection en argent du dollar également autorisées. Le même projet de loi autorise la vente des vieux dollars en argent restants dans les stocks du gouvernement, dont beaucoup provenaient de la Monnaie de Carson City. Le dollar et le demi-dollar en métal non précieux sont frappés à partir de 1971. Aucun des deux ne circulent : le « Ike dollar » à cause de sa taille, et le demi-dollar parce que sa place dans le commerce a été perdue pendant sa longue absence.